# Corts de Lleida (1515)
Les Corts de Lleida de 1515 van ser presidides per la reina Germana de Foix. Igual que a les anteriors corts de 1512, havien estat convocades per la guerra amb els francesos, i se celebraren entre el 22 d'octubre i el 18 de desembre de 1515. Es decideix prorrogar l'aportació de 200 homes d'armes i 200 genets decidida a les anteriors corts, durant tres anys més. Els temes tractats varen ser de poca importància, mostra de la baixa activitat mostrada en aquest trienni. Estaven centrats en els abusos d'alguns membres de l'audiència i en la metodologia de presa de possessió dels diputats, així com de les seves incompatibilitats. Aquests punts, sens dubte eren fruit dels incidents haguts al trienni anterior amb el nomenament i jurament de Joan d'Aragó. El 18 de desembre les corts s'ajornen fins al juny de 1517, però la mort del rei Ferran el 23 de gener de 1516, va impedir la seva represa.